# Piendamó (Cauca)
Piendamó é um município da Colômbia, localizado no departamento de Cauca.